# Batalla de Stoczek
{{Campaña Levantamiento de Noviembre|}}

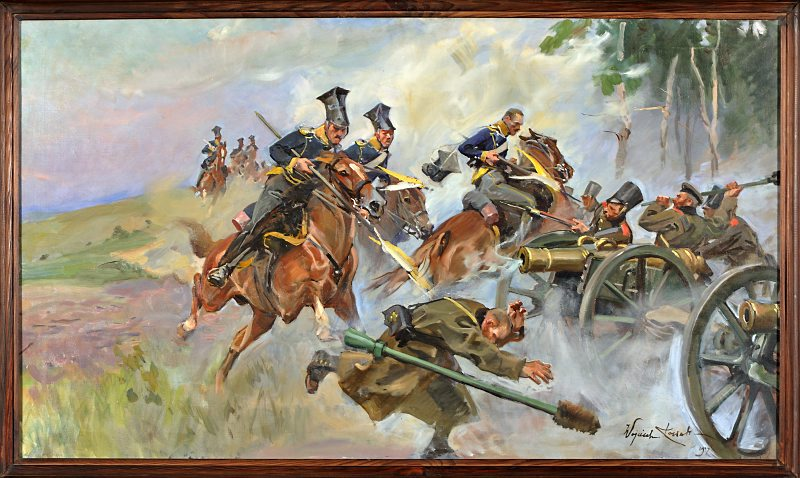
Wojciech Kossak: Carga contra la Artillería rusa (1907).

La batalla de Stoczek fue la primera gran batalla dentro del Levantamiento de noviembre o la guerra ruso-polaca de 1830-1831 en Polonia. Tuvo lugar el 14 de febrero de 1831 cerca de la ciudad de Stoczek Łukowski, cerca de la carretera que unía Brest con Varsovia. Las tropas polacas expulsaron a dos regimientos de jaegers montados rusos.

## Preludio
El ejército ruso comandado por el mariscal de campo Hans Karl von Diebitsch entró en Polonia el 4 de febrero y comenzó un avance hacia dirección Lublin con el grueso de las tropas. Mientras que el barón Teodor Geismar, quien asumió el mando nueve días antes, ingresó en Polonia el 13 de febrero y marchaba hacia la carretera de Brest con la 2ª División montada de jaegers, 2 brigadas de 2 regimientos, cada una compuesta por 3 tropas de 2 escuadrones, y unos 20 cañones de artillería de 10 libras.
El General Józef Dwernicki , comandante de las fuerzas polacas, organizó una división polaca con catorce escuadrones de caballería, tres batallones de infantería y seis cañones de 3 libras con los que cruzó el río Vístula el 10 de febrero para concentrarse en el arrabal de Praga.
Al mediodía del 14 de febrero, von Geismar recibió información sobre la presencia de tropas polacas cerca de la ciudad de Stoczek bajo el mando de Dwernicki. Von Geismar, dejando como tropas de apoyo a la 2ª Brigada Regimientos de Jaeger Montado de Arzamas y Tiraspol con unos 10 cañones, llevó a su Primera Brigada a la batalla, enviando al Regimiento de Jaeger Montado de Pereyaslavl con 4 cañones bajo el mando supremo del comandante general Pashkov por un camino para acercarse a Stoczek desde el noreste, mientras que él, con el Regimiento Montado-Jaeger del Duque de Wirtemberg y 6 cañones más, tomó la parte oriental de la ciudad. En la marcha, sus tropas fueron separadas debido al enorme bosque y marchaban por caminos forestales muy estrechos.
Dwernicki, al corriente de los movimientos rusos, llevó a sus tropas al norte de Stoczek, alineó sus cañones de este a oeste, seis escuadrones bloquearon el camino a Seroczyn, los otros dos se pararon en el camino a Toczyska. Los cañones se colocaron en el centro para que pudieran disparar en ambas direcciones. La infantería se situó junto a los cañones para protegerlos del posibles cargas de la caballería rusa.

## Batalla
A principios de la mañana, la primera columna en llegar al campo fue el Regimiento de Pereyaslavl, Pashkov colocó su artillería cuando ya atacaban los polacos con la suya y desmontó a un destacamento para protegerla de la caballería polaca. Luego ordenó a un segundo destacamento atacar al destacamento norte de la caballería polaca entrando en el bosque al dar la espalda a los polacos.La tercera de las tropas fue tras ellos. La primera de las tropas y los hombres de artillería se vieron obligados a resistir el ataque de los ulanos polacos sin apenas poder abrir fuego contra ellos.
Mientras los ulanos polacos estaban ocupados luchando contra la artillería y jaegers rusos al norte y al noreste de la posición polaca, Geismar llegó a su posición donde colocó al norte de sus tropas a los cañones sin darse cuenta de lo que le ocurría a las tropas de Pashkov.Iba a enviar a la tercera tropa de su regimiento a la batalla desde el sureste. Sin embargo la caballería polaca estaba en formación cerrada y lista para la lucha. Y la historia se repitió. Las tropas se adentraron en el bosque sin presentar batalla.
Geismar, profundamente conmocionado, tomó el mando personal de la segunda tropa y les pidió que se unieran a él en la carga, pero la segunda tropa siguió a la tercera. La primera tropa los siguió sin dudar, dejando al barón Geismar y a algunos de sus oficiales en el campo y perseguidos por los ulanos polacos.

## Consecuencias

### Para los rusos
El propio Geismar escribió oficialmente a Diebitsch que <<los soldados sufrieron un repentino ataque de pánico>>, pero en su carta privada a su amigo el coronel Joseph Carl von Anrep, quien estaba a punto de hacerse cargo del Regimiento Montado-Jaeger de Pereyaslvl después de la batalla, expresó gran preocupación con respecto a la capacidad moral y militar general del Regimiento, quejándose amargamente de que en todos sus años de servicio con los rusos, siempre fue un gran admirador de las virtudes del soldado ruso, hasta ese mismo día. Siempre describió este ataque como uno de sus mayores errores, aunque no en el campo de batalla, sino más bien, en su propia estimación de la actitud moral de sus tropas.
En 1833, Nicolás I de Rusia disolvió a los Jaegers Montados como el tipo de caballería. Las personas fueron enviadas a los otros regimientos de caballería de acuerdo con las combinaciones de matices de sus caballos.

### Para los polacos
En menos de media hora y teniendo como bajas 46 muertos y 59 heridos, la mayoría por artillería, las fuerzas polacas lograron hacer huir a los dos regimientos de caballería regular rusa además de causarle 280 muertos y tomar 230 prisionero y 8 cañones. Además tanto Geismar como Pashkov sobrevivieron por casualidad.
La batalla de Stoczek fue la primera victoria polaca en la guerra y tuvo un tremendo efecto en la moral polaca. En Varsovia se celebró con enormes fuegos artificiales durante toda la semana. A los polacos les gustó el hecho de que Dwernicki ganará al barón Geismar, cuya fama como el mayor comandante de la vanguardia rusa surgió de la Guerra ruso-turca.